# Naughty Girl
Singles de Beyoncé Knowles
Summertime
(2003) Check on It
(2005)
Pistes de Dangerously in Love
Crazy in Love Baby Boy
Naughty Girl est une chanson R'n'B–disco écrite par Beyoncé Knowles, Scott Storch, Robert Waller, et Angela Beyincé pour le premier album solo de Beyoncé, Dangerously in Love en 2003. Produit par Beyoncé et Storch, la chanson est à la hauteur des sons de l'Ouest de son prédécesseur Baby Boy. Avec ses plusieurs prix remportés, la chanson a reçu des réponses positives de la critique, qui cite son contenu sensuel.
Le single est sorti comme le quatrième et dernier single de l'album au début de 2004. Bien que bénéficiant d'un succès plus modéré que Crazy in Love et de Baby Boy, il obtient un énorme succès en atteignant la troisième place du classement américain Billboard Hot 100 et connaît un succès immédiat qui aide l'album à se propulser dans les classements. Le single a reçu des réponses similaires sur les marchés musicaux internationaux, en entrant dans la plupart des top vingt.
Le clip vidéo du single contient Beyoncé qui est coquette et qui danse d'une façon sensuelle avec le chanteur d’Atlanta Usher pour représenter une vilaine fille. La vidéo a obtenu un prix supplémentaire.

## Genèse et composition
Après la sortie de l'album Survivor en 2001 de son ancien groupe Destiny's Child, Beyoncé tente une carrière en solo et travaille sur son premier album, Dangerously in Love. Beyoncé déclare que le disque est plus personnel que ses enregistrements précédents parce qu'elle avait qu'à écrire que pour elle-même. Elle contacte divers collaborateurs musicaux; dont Scott Storch, qui a produit des hits de Christina Aguilera, Robert Waller et son assistante personnelle, auteur-compositeur et cousine Angela Beyincé. Storch et Beyoncé samplent le refrain de la chanson de 1975 Love to Love You Baby, originellement interprété par Donna Summer et écrit par Summer, Pete Bellotte et Giorgio Moroder.
Naughty Girl est une chanson R'n'B basée sur une échelle dominante phrygien avec une pointe en Do. Elle est écrite dans une signature rythmique de 4/4 et est fixé sur un nombre modéré de 102 battements par minute. La voix de Beyoncé couvre une octave et demie, du Si3 au Fa5. La chanson est influencée par la musique arabe, résultant d'un son orienté disco et d'un tempo élevé.

## Sortie et réception
Naughty Girl est sortie comme le quatrième et dernier single de l'album, chez Columbia Records. La piste devait être initialement le premier single de l'album avant que Crazy in Love soit choisi. Le single est sorti en premier au Royaume-Uni le 30 mars 2004, où il contient quatre pistes et une piste multimédia « Headliner ». Aux États-Unis, il est sorti en maxi 45 tours le 20 avril. Un CD single est sorti en Australie le 23 avril; il contient la version de l'album, deux remixes de la chanson, et I Know des Destiny's Child qui est tirée de la bande originale de The Fighting Temptations.

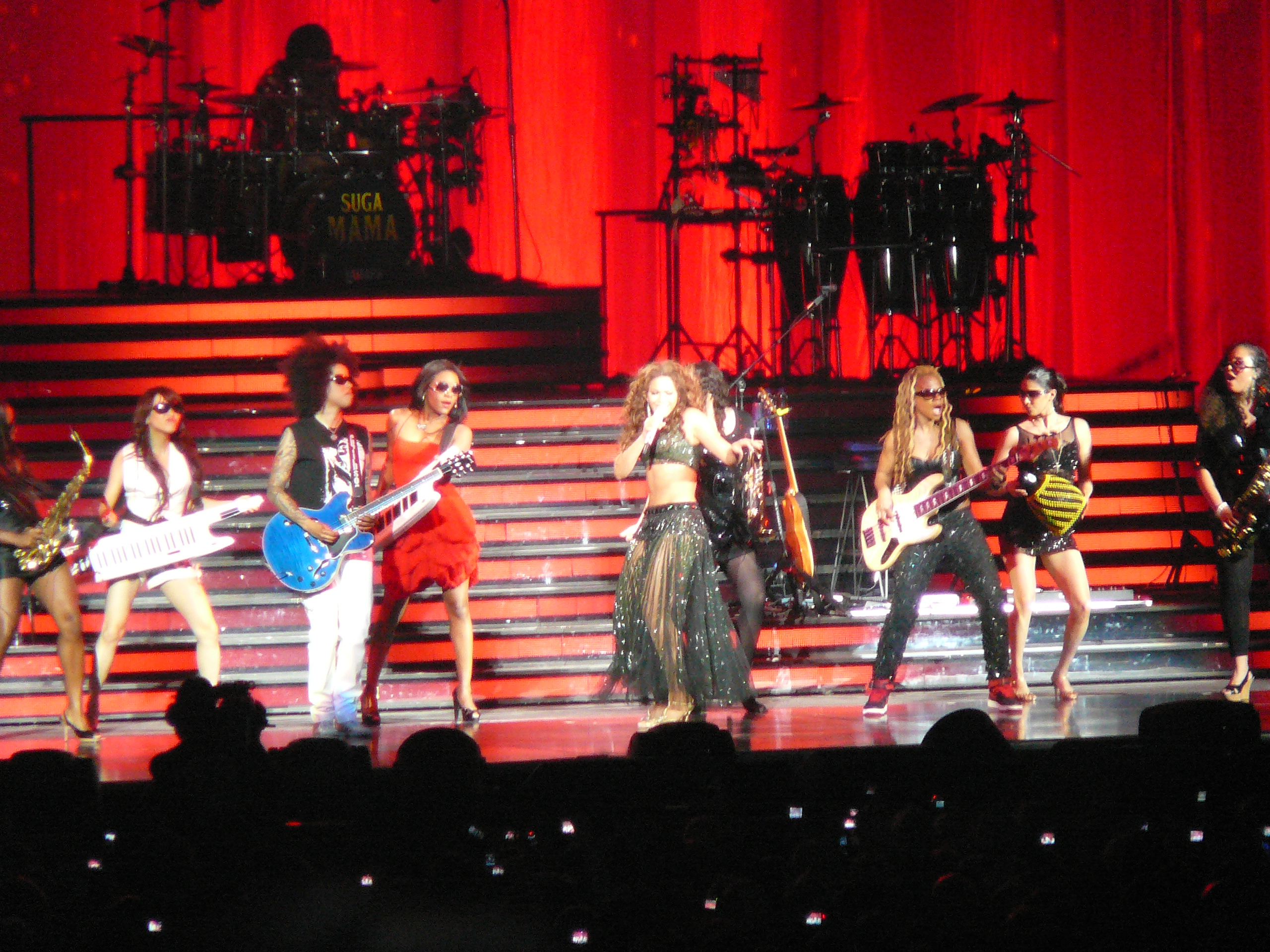
Beyoncé interprétant Naughty Girl sur le The Beyoncé Experience, avec son groupe de tournée entièrement féminin, Suga Mama.

Naughty Girl est acclamée par la critique, qui cite son ambiance sensuelle. Neil Drumming de Entertainment Weekly trouve le chant de Beyoncé n'est « pas tout à fait convaincant pour une fille vilaine ». Toutefois, Sal Cinquemani de Slant Magazine écrit qu'elle offre une « impression convaincante de Donna Summer. ». Lewis Dene de BBC déclare que Beyoncé chante « lascivement et avec une confiance sexuelle » et Spence D. de IGN déclare qu'elle crée « un bref aura de l'hypnotisme auditive », un effet au cours de la ligne « Je me sens sexy... »,. James Poletti de Yahoo! Music dit que Beyoncé chante son « potentiel de transformer la boue » tandis que Rob Fitzpatrick de NME caractérise sa forte respiration tout en tenant les draps « imaginaires » mais reste une « pieuse jeune femme chrétienne qui chante ce que le public veut. »,. La chanson est reconnue par les American Society of Composers, Authors and Publishers Pop Music Awards de 2005 en recevant le prix de l'auteur-compositeur de l'année — partagé avec Scott Storch, Robert Walker, Angela Beyincé, et Donna Summer. Il a également reporté le prix d'une des chansons les plus jouées, avec Baby Boy et Me, Myself and I.
Le single fonctionne bien dans la majorité des classements Billboard, dont le Rhythmic Top 40 et le Top 40 Tracks et devient également un succès en club, en atteignant la première place des classements Hot R&B/Hip-Hop Singles Sales et du Hot Dance Music/Club Play. Le single reste dans le classement pendant 22 semaines. Naughty Girl est certifié disque d'or par la Recording Industry Association of America le 22 octobre 2004.
Au niveau international, Naughty Girl est à la hauteur des faibles classements de Me Myself and I. En Océanie, le single atteint la sixième place en Nouvelle-Zélande et débute et prend la neuvième place en Australie, sa plus haute entrée. Le single est certifié disque d'or par l'Australian Recording Industry Association pour la vente de 35 000 exemplaires En Europe, le single connaît un succès similaire, en atteignant la dixième place au Royaume-Uni et aux Pays-Bas, et plus généralement le top vingt.

## Liste des pistes
Single Belgique
1. Naughty Girl : 3:28
2. Naughty Girl (avec Lil' Kim) : 3:47
3. Naughty Girl (Calderone Quayle Club Mix) : 9:38
4. I Know (Destiny's Child) : 3:32

CD Single Canada
1. Naughty Girl : 3:30
2. Naughty Girl (avec Lil' Kim) : 3:50
3. Naughty Girl (Calderone Quayle Naughty Dub) : 7:21

CD Single Europe
1. Naughty Girl : 3:28
2. Naughty Girl (Calderone Quayle Club Mix Edit) : 3:56
3. Naughty Girl (avec Lil' Kim) : 3:47
4. Naughty Girl (Clip vidéo bonus) : 3:28
5. Naughty Girl (Live de Headliners) (Vidéo bonus) : 3:23

Pock-It CD 3 pouces limitée Royaume-Uni, Australie, Allemagne
1. Naughty Girl : 3:30
2. Naughty Girl (avec Lil' Flip) : 4:07

Single États-Unis
1. Naughty Girl : 3:28
2. Everything I Do (Beyoncé et Bilal) : 4:21

Maxi 45 tours États-Unis
1. Naughty Girl : 3:28
2. Naughty Girl (avec Lil' Kim) : 3:50
3. Naughty Girl (avec Lil' Flip) : 4:07
4. Naughty Girl (Instrumentald) : 3:30
5. Naughty Girl (DMS12 mix) : 3:30
6. Naughty Girl (A Cappella) : 3:26
7. Naughty Girl (avec Lil' Kim A Cappella) : 3:48
8. Naughty Girl (avec Lil' Flip A Cappella) : 4:05

## Clip vidéo
Le clip vidéo de Naughty Girl est réalisée par Jake Nava, qui a réalisé les deux premières vidéos de Beyoncé, Crazy in Love et Baby Boy. La vidéo est inspirée par la danse de Cyd Charisse et Fred Astaire dans la comédie musicale de 1953 Tous en scène et a un style du Studio 54,. Couplée avec le chanteur d'Atlanta Usher qui imite Charisse et Astaire dans le clip vidéo, Beyoncé danse d'une façon sensuelle et flirte avec lui pour représenter une vilaine fille,. Selon Usher, la vidéo est un hommage aux « artistes ultimes » classiques; qui inclut les danseurs, les chanteurs et les acteurs.

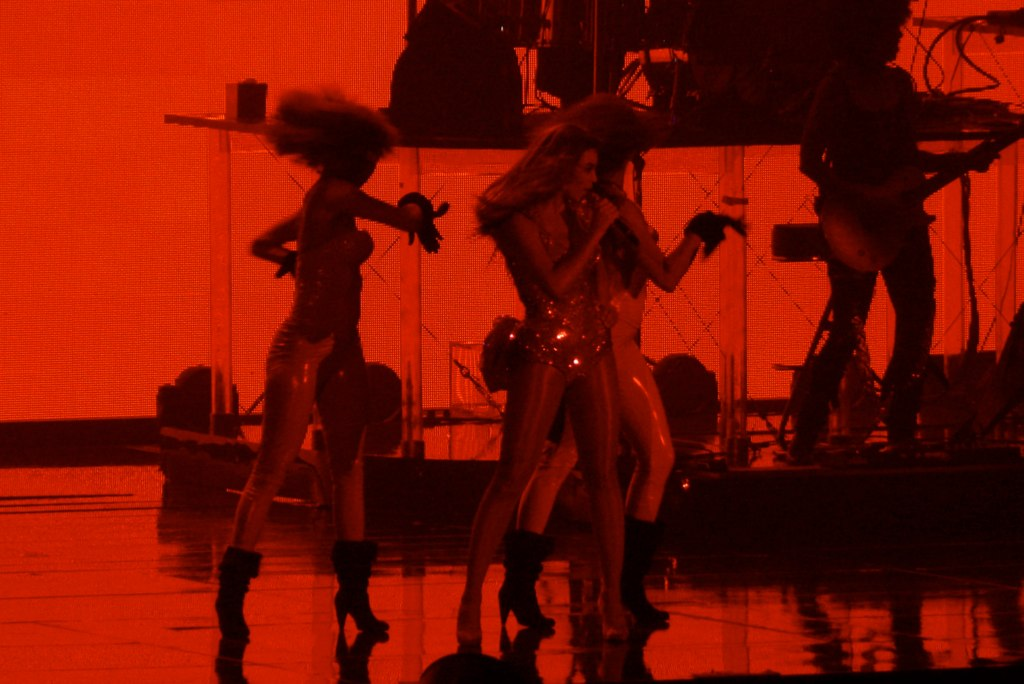
Beyoncé interprétant Naughty Girl durant le I Am… Tour.

La vidéo commence avec Beyoncé effectuant une simple dance de routine entourée d'un mur de miroirs puis elle se déshabille, jusqu'à ce qu'elle est dans nu derrière un rideau blanc, révélant que sa silhouette. Beyoncé entre ensuite dans un club avec une tenue et une coiffure différente avec quelques-uns de ses amis; puis elle et Usher se remarquent l'un l'autre. Les deux se rencontrent sur la piste de danse et dansent intimement, avant que Beyoncé effectue une scène de danse élaborée avec des danseurs. Elle tourbillonne autour d'un verre de champagne grandeur nature et remplie de bulles (à la Joséphine Baker). Dans la scène finale, Beyoncé se trouve au sommet d'un piano, et après avoir été levé par un gentleman, elle danse et se pose pendant que des confettis tombe partout.
Le clip a reçu des réponses de programmes musicaux. Dans Total Request Live de MTV, Naughty Girl débute à la dixième position le 22 mars 2004 et prend ensuite la première place,. Il est retiré du « Hall of Fame » du TRL à la septième place après avoir été sur le compte à rebours pour cinquante jours. La vidéo gagne le prix de la  meilleure vidéo féminine aux MTV Video Music Awards 2004, le même prix que Beyoncé a remporté pour Crazy in Love l'année précédente, et est nommée également pour le prix de la meilleure chorégraphie, de la meilleure vidéo dance et de la meilleure photographie.

## Reprises
Naughty Girl a été repris par quelques artistes. L'auteur-compositeur-interprète irlandaise Roesy produit une version de la chanson qui apparaît sur l'album de charité de 2004 Even Better Than the Real Thing Vol. 2, avec des reprises de Toxic de Britney Spears et Like I Love You de Justin Timberlake, parmi d'autres. Richard Cheese and Lounge Against the Machine reprend également la chanson sur leur album de 2006 Silent Nightclub.

## Classements
| Classement (2004),                   | Meilleure position |
| ------------------------------------ | ------------------ |
| Australie                            | 9                  |
| Autriche                             | 29                 |
| Belgique                             | 14                 |
| Canada                               | 2                  |
| Danemark                             | 15                 |
| Pays-Bas                             | 10                 |
| France                               | 18                 |
| Allemagne                            | 16                 |
| Irlande                              | 14                 |
| Italie                               | 17                 |
| Nouvelle-Zélande                     | 6                  |
| Norvège                              | 14                 |
| Roumanie                             | 41                 |
| Suède                                | 32                 |
| Suisse                               | 18                 |
| Royaume-Uni                          | 10                 |
| U.S. Billboard Hot 100               | 3                  |
| U.S. Billboard Hot R&B/Hip-Hop Songs | 8                  |
| U.S. Billboard Hot Dance Club Play   | 1                  |

### Certifications
| Région (certificateur)   | Certifications (seuils de vente) |
| ------------------------ | -------------------------------- |
| Australie (ARIA)         | Or                               |
| Nouvelle-Zélande (RIANZ) | Or                               |
| États-Unis (RIAA)        | Or                               |